# Grinnell College
Grinnell College ( /grɪˈnɛl/ GRIN-el) es una universidad privada de artes liberales situada en Grinnell, Iowa, Estados Unidos. Se fundó en 1846, cuando un grupo de congregacionalistas de Nueva Inglaterra crearon el Iowa College. Tiene un plan de estudios abierto, lo que significa que los estudiantes no tienen que seguir una lista prescrita de clases. El campus de 120 acres está inscrito en el Registro Nacional de Lugares Históricos.

## Historia

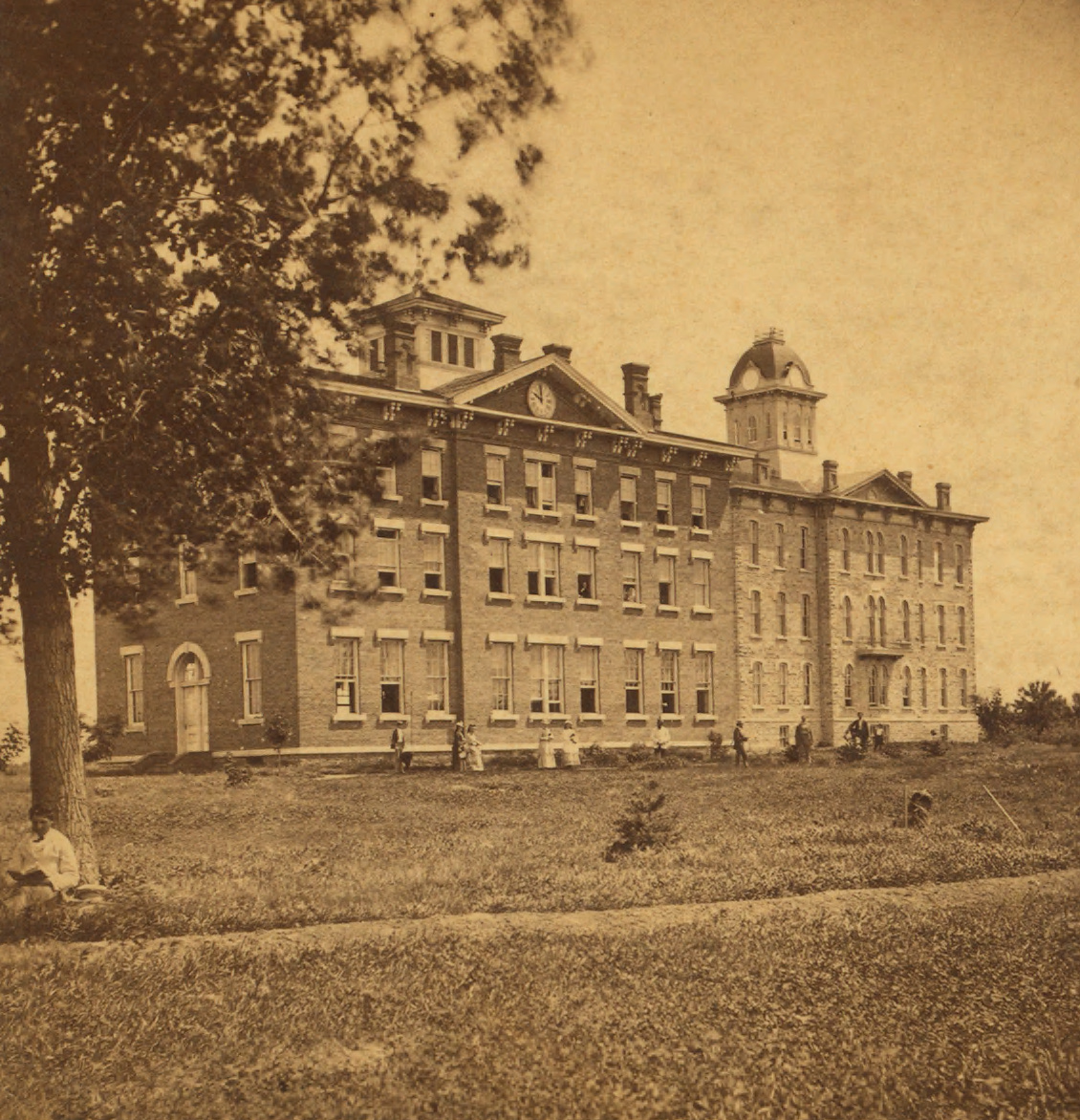
Antes del tornado del 17 de junio de 1882 que destruyó estos edificios

En 1843, once ministros congregacionales, todos ellos formados en el Seminario Teológico de Andover (Massachusetts), partieron para predicar en la frontera. El grupo también se propuso fundar una universidad, lo que hicieron en 1846, cuando fundaron colectivamente el Iowa College en Davenport.
Los primeros 25 años de la historia de Grinnell fueron testigos de un cambio de nombre y de ubicación. En Davenport, la universidad había abogado contra la esclavitud y las tabernas, lo que provocó conflictos con el ayuntamiento de Davenport, que tomó represalias construyendo carreteras que atravesaban el campus.El Iowa College se trasladó más al oeste de Davenport, a la ciudad de Grinnell, y adoptó extraoficialmente el nombre de su nueva sede, que a su vez había sido bautizada con el nombre del ministro abolicionista Josiah Bushnell Grinnell. El nombre de la corporación, "Los administradores del Colegio de Iowa", se mantuvo, pero en 1909 los fideicomisarios adoptaron el nombre de "Grinnell" para la institución.
En sus primeros años, la universidad sufrió reveses. Aunque dos estudiantes obtuvieron el título de Bachiller en Artes en 1854 (el primero concedido por una universidad al oeste del río Misisipi), en diez años la Guerra Civil se había cobrado la mayoría de los estudiantes y profesores de Grinnell. En la década que siguió a la guerra, se reanudó el crecimiento: se admitió oficialmente a mujeres como candidatas a licenciaturas y se amplió el plan de estudios para incluir nuevas áreas académicas, como las ciencias naturales con trabajo de laboratorio.

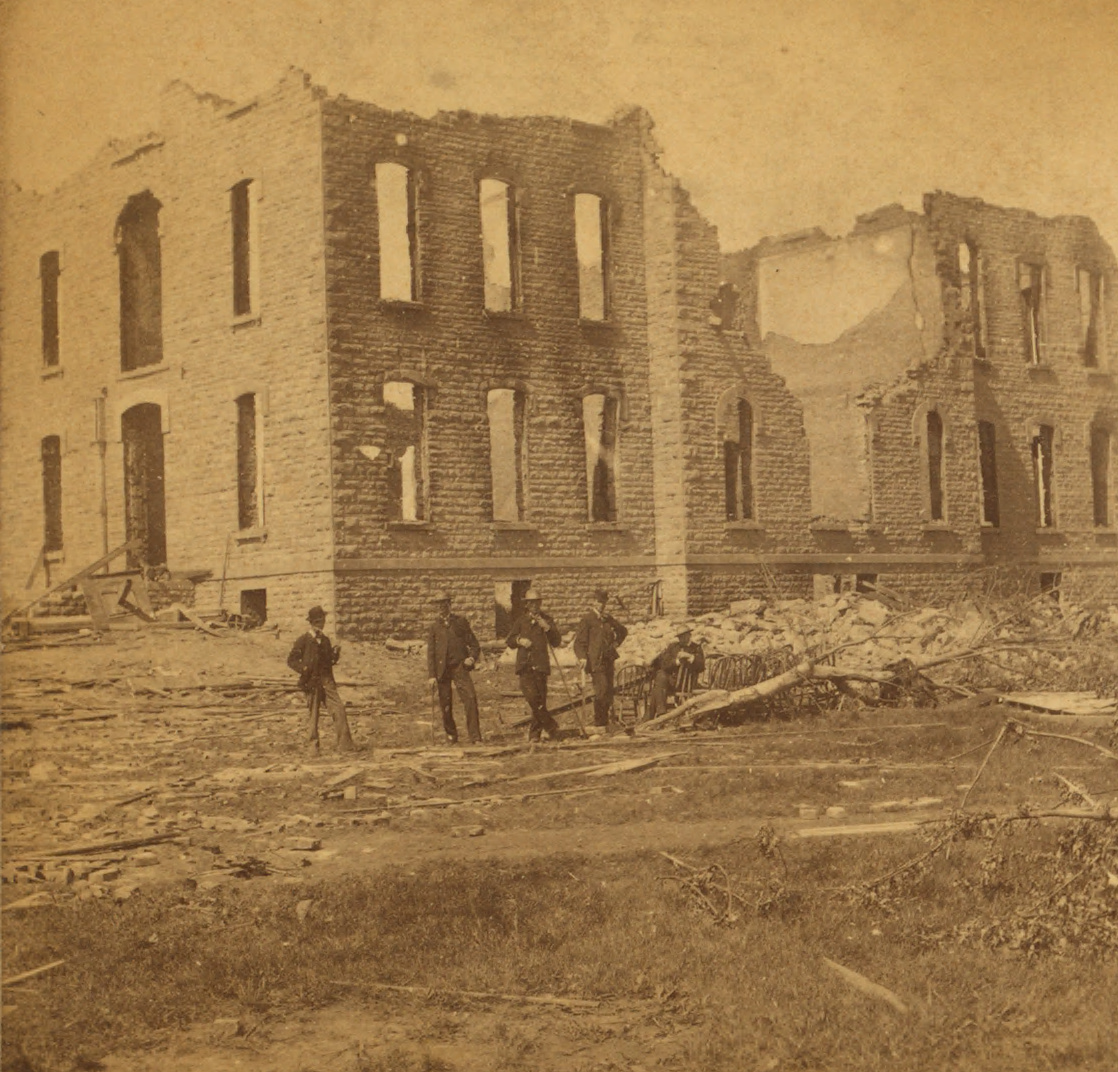
Tras el tornado del 17 de junio de 1882

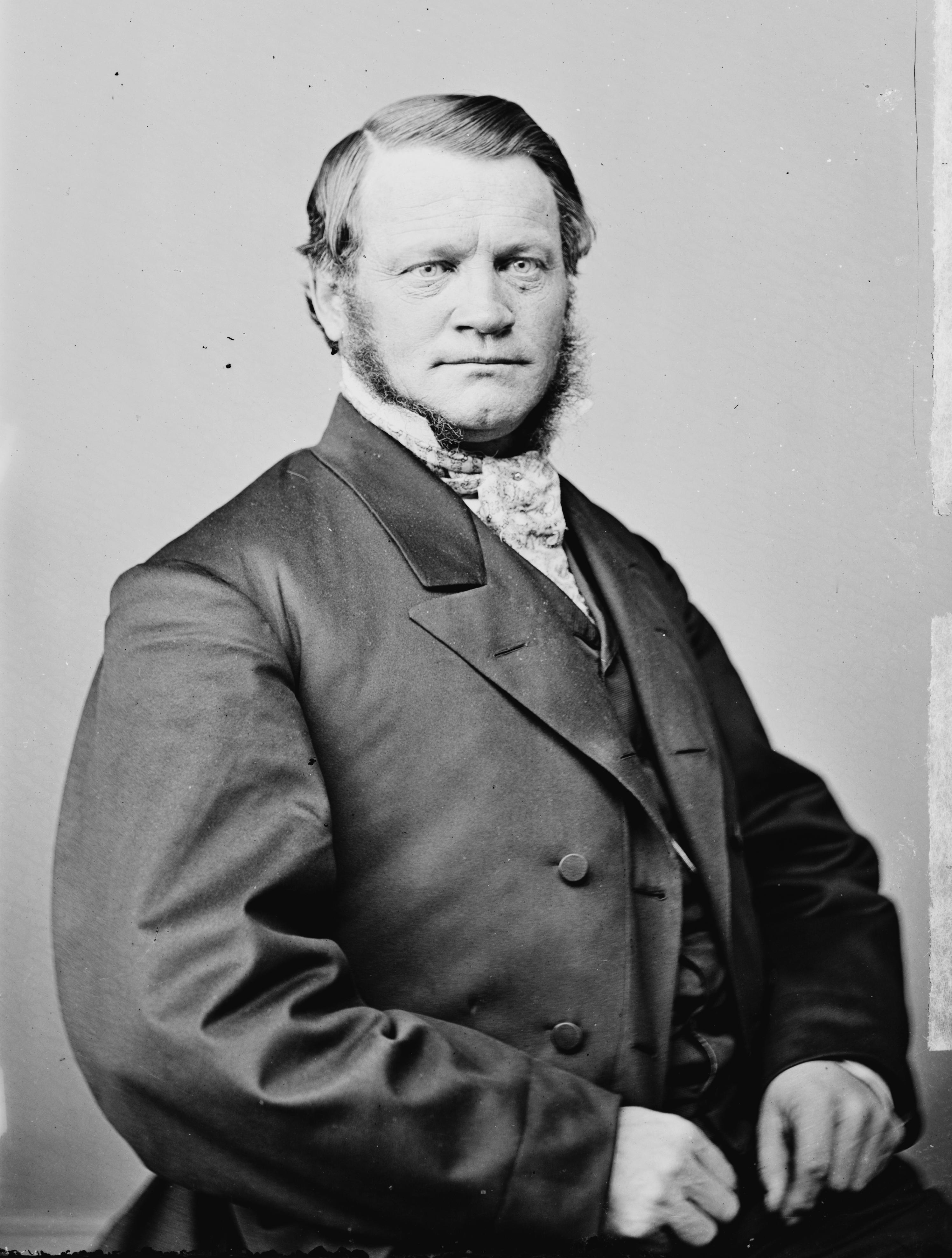
Josiah Bushnell Grinnell: uno de los cuatro fundadores de Grinnell, Iowa, y benefactor del Grinnell College.

En 1882, el Grinnell College fue azotado por un tornado, entonces llamado ciclón, que dio nombre al anuario del colegio. La tormenta devastó el campus y destruyó los dos edificios del colegio. La reconstrucción comenzó inmediatamente, y la voluntad de expansión no se limitó a la arquitectura: el plan de estudios se amplió de nuevo para incluir departamentos de Ciencias Políticas (uno de los primeros de Estados Unidos -el de la Universidad de Minnesota se había fundado en 1879, tres años antes-) y Lenguas Modernas.
Grinnell se dio a conocer como el centro del movimiento de reforma del Evangelio Social, como escribe Robert Handy: "El movimiento se centró en el campus del Iowa (ahora Grinnell) College. Sus principales figuras eran el profesor George D. Herron y el presidente George A. Gates". Otras primicias apuntaban al lado más alegre de la vida universitaria: los primeros partidos intercolegiales de fútbol y béisbol al oeste del Mississippi se jugaron en Grinnell, y ganaron los equipos locales.
A principios del siglo XX, Grinnell fundó una sección de Phi Beta Kappa, introdujo el sistema de "especialización" departamental, puso en marcha Grinnell-en-China (una misión educativa que duró hasta la invasión japonesa y se reanudó en 1987) y construyó un sistema de residencias femeninas que se convirtió en un modelo nacional. La conciencia social fomentada en Grinnell durante estos años se hizo evidente durante la presidencia de Franklin D. Roosevelt, cuando los graduados de Grinnell Harry Hopkins (12), Chester Davis (11), Paul Appleby (13), Hallie Flanagan (11) y Florence Kerr (12) se convirtieron en influyentes administradores del New Deal. La preocupación por los problemas sociales, la innovación educativa y la expresión individual siguen dando forma a Grinnell. Por ejemplo, el "programa de servicio de viaje de 5º curso" de la escuela precedió en muchos años a la creación de los Cuerpos de Paz. Otras innovaciones recientes son las tutorías de primer año, los programas cooperativos preprofesionales y los programas de estudios cuantitativos y de impacto social de la tecnología. Cada año, la universidad concede el Premio Grinnell College al Innovador por la Justicia Social, dotado con 100.000 dólares, que se reparten entre el galardonado y su organización.
En 1975, el Grinnell College, a través de su filial Grinnell Communications, compró a Avco Broadcasting Corporation la emisora WLWD, afiliada a la NBC, por unos 13 millones de dólares. Una vez cerrada la venta, la emisora cambió sus siglas a WDTN. Poco después de que WDTN se convirtiera en una filial de ABC, la emisora fue vendida a Hearst Broadcasting por entre 45 y 48 millones de dólares.
En 2022, Grinnell se convirtió en la primera escuela universitaria totalmente sindicada de EE. UU., cuando los estudiantes votaron a favor de ampliar el sindicato de trabajadores del comedor para incluir a todos los estudiantes. La medida fue apoyada por el presidente de la universidad.

## Campus
El Grinnell College está situado en la ciudad de Grinnell, Iowa, a medio camino entre Des Moines y Iowa City. El campus principal, que en su día fue una parada del Ferrocarril Subterráneo, está delimitado por la 6.ª Avenida al sur, la 10.ª Avenida al norte, East Street al este y Park Street al oeste. El campus de 0,49 km² (120 acres) contiene sesenta y tres edificios de estilos que van desde el gótico colegial hasta el Bauhaus, pasando por el Tudor y el Modernismo. Goodnow Hall y Mears Cottage (1889) figuran en el Registro Nacional de Lugares Históricos.Inmediatamente al oeste de la universidad se encuentra el distrito histórico de North Grinnell, que contiene más de 200 edificios incluidos en el Registro Nacional de Lugares Históricos.

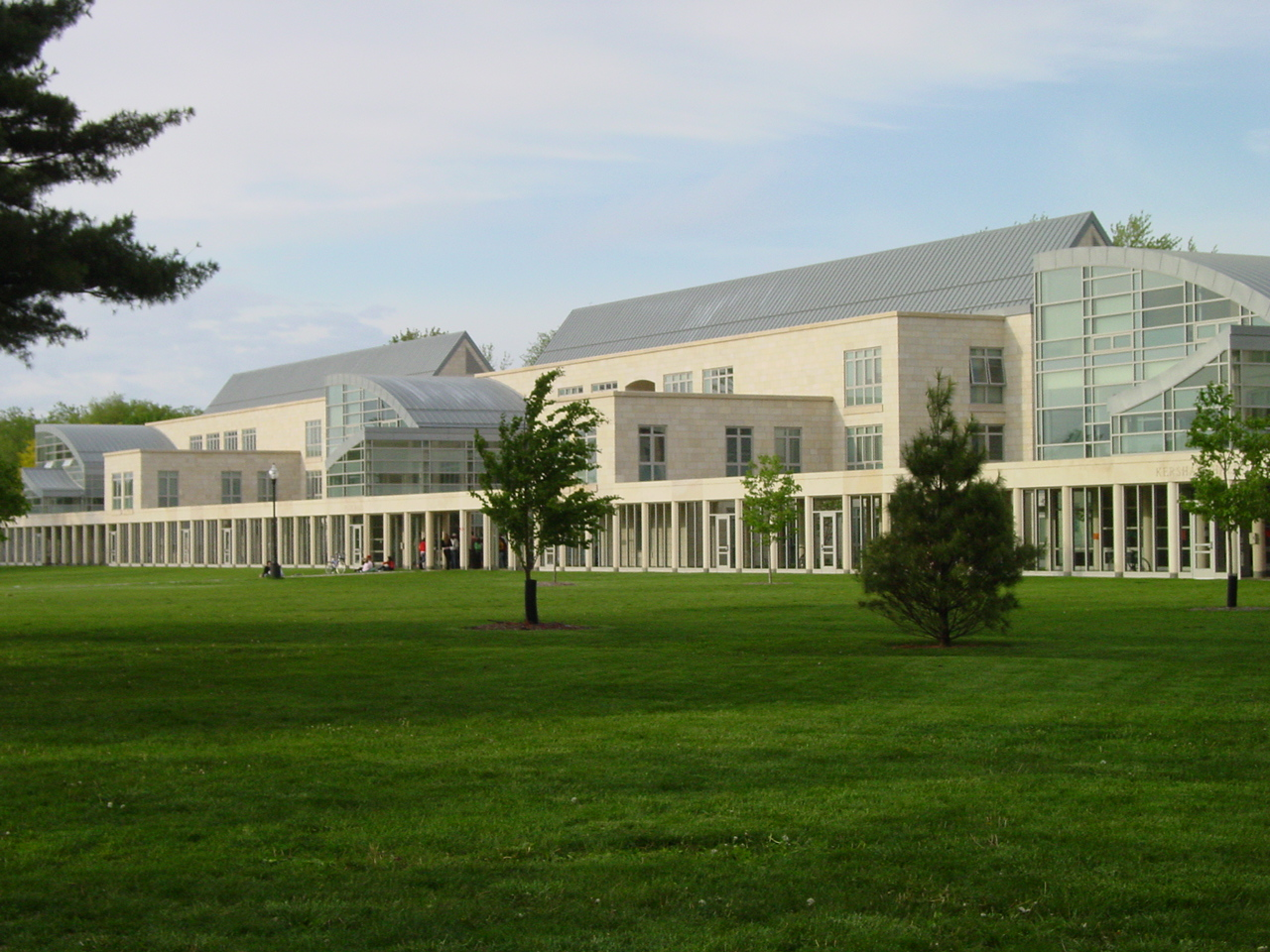
Dormitorios del Campus Este conectados por la característica logia de Grinnell.

La parte residencial del campus está dividida en tres secciones: Campus Norte, Campus Este y Campus Sur. Los dormitorios de los campus Norte y Sur siguen explícitamente el modelo de los colegios residenciales de Oxford y Cambridge. Los cuatro dormitorios del Campus Este presentan un diseño moderno, con certificación LEED, construidos con piedra caliza de Iowa.
Los tres campus cuentan con edificios de dormitorios conectados por logias, una firma arquitectónica de la universidad. La logia del campus sur es la única completamente cerrada, mientras que las de los campus este y norte sólo lo están parcialmente. Desde la apertura de la primera residencia en 1915 hasta el otoño de 1968, las nueve residencias del campus norte se utilizaron exclusivamente para estudiantes varones, y las seis del campus sur se reservaron para estudiantes mujeres. Las residencias de estudiantes albergan a muchos menos alumnos que las de otras universidades.
La mayoría de los edificios académicos se encuentran en el suroeste del campus. Las instalaciones deportivas se encuentran en su mayoría al norte de la 10.ª Avenida.

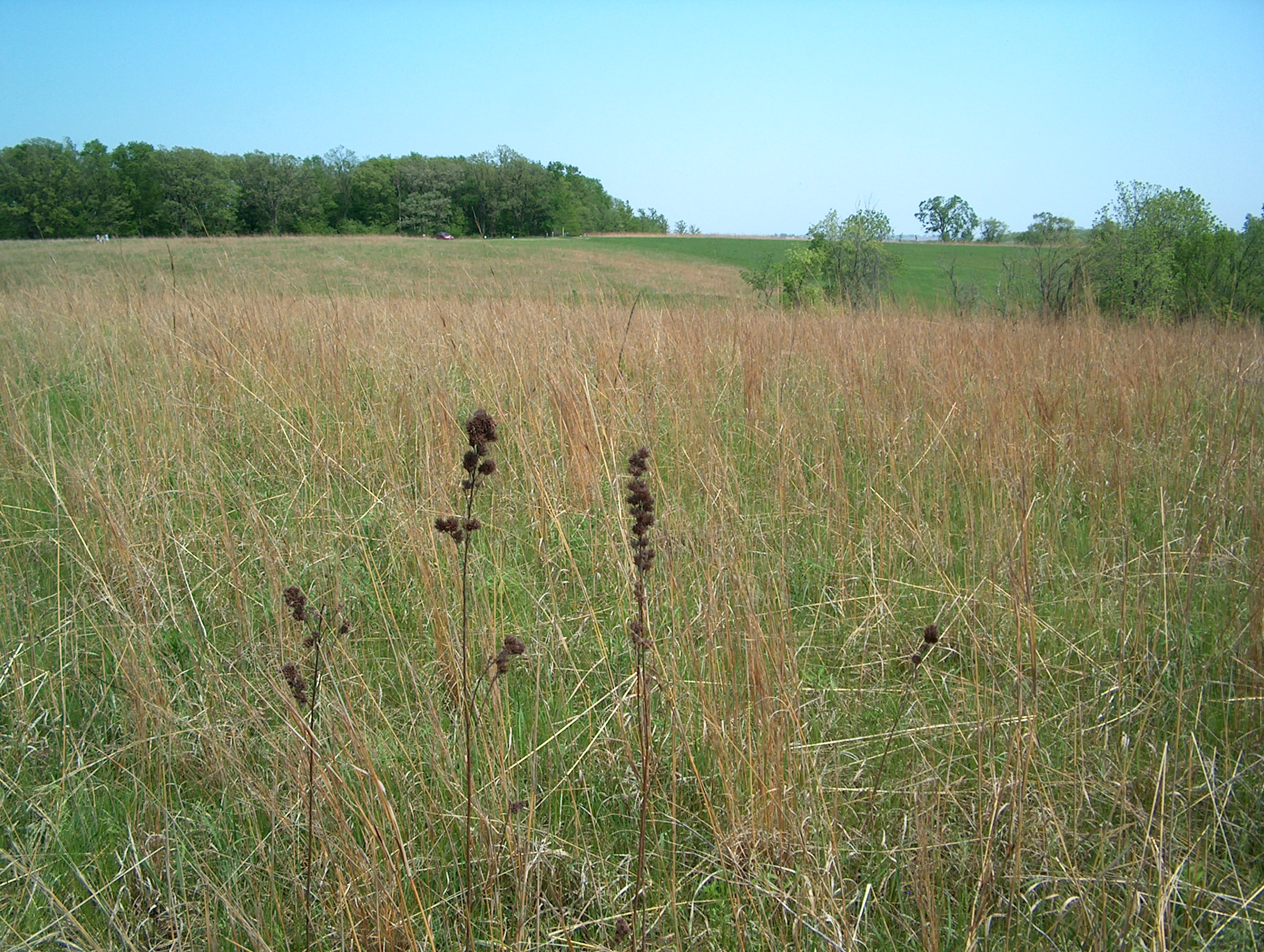
Ecosistema de pradera del Área de Investigación Medioambiental de Conard

La universidad mantiene una zona de investigación medioambiental de 365 acres (1,48 km²) denominada Zona de Investigación Medioambiental Conard (CERA). El U.S. Green Building Council concedió al Centro de Educación Medioambiental del CERA la certificación de oro. El edificio es el primero de Iowa que recibe esta designación.
Durante la década de 2000, la universidad completó el Centro de Recreación y Atletismo Charles Benson Bear '39,el Centro Bucksbaum para las Artes, la renovación del Centro de Ciencias Robert Noyce '49 y el Centro Estudiantil Joe Rosenfield '25. El arquitecto de renombre internacional César Pelli diseñó el centro de atletismo, el Centro de Estudiantes Joe Rosenfield '25 y el Centro Bucksbaum para las Artes.

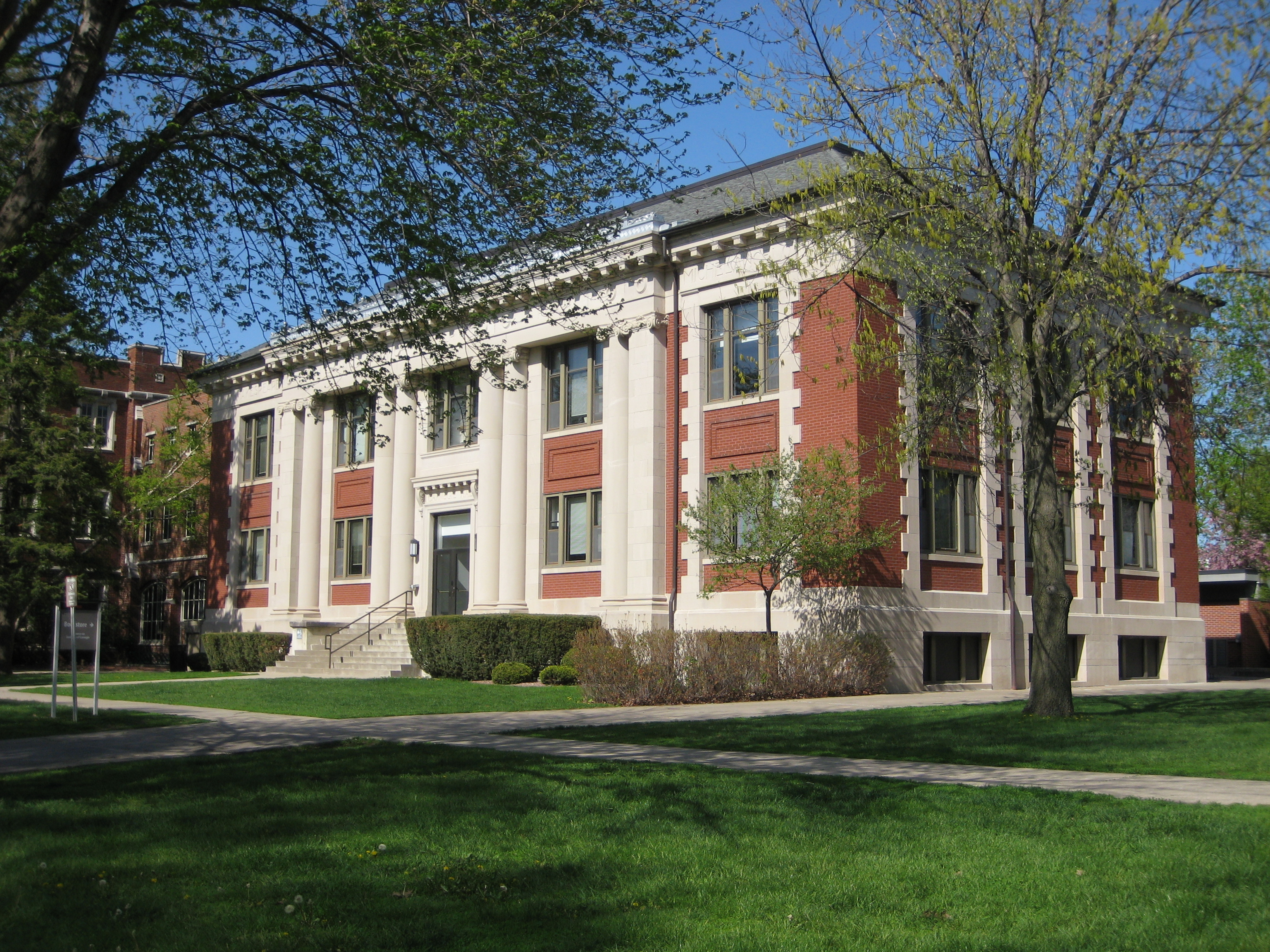
Carnegie Hall, edificio académico utilizado por las divisiones de Humanidades y Ciencias Sociales

La universidad se encuentra en un periodo de nuevas construcciones que se prevé duren hasta 2034.

## Estudios
El plan de estudios abierto de Grinnell anima a los estudiantes a tomar la iniciativa y asumir la responsabilidad de elegir sus propios cursos de estudio. El único requisito básico, o de educación general, es la realización de la Tutoría de Primer Año, un seminario de temas especiales de un semestre y cuatro créditos que hace hincapié en los métodos de investigación, el análisis crítico y las habilidades de escritura.Todas las demás asignaturas son elegidas por el estudiante, con la orientación directa de un miembro del profesorado de su departamento de especialización.
Las tres carreras más populares de Grinnell entre los graduados de 2021 fueron Informática, Biología/Ciencias Biológicas e Investigación y Psicología Experimental.

### Programas de postgrado
Aunque la universidad no ofrece ninguna titulación de postgrado, tiene programas de doble titulación con varias universidades que permiten a los estudiantes de Grinnell acceder directamente a programas de postgrado. Grinnell participa en un programa de doble titulación de ingeniería 3-2 con la Universidad de Columbia, la Universidad de Washington en San Luis, el Instituto Politécnico Rensselaer y el Instituto Tecnológico de California. También tiene un programa de ingeniería 2-1-1-1 con el Dartmouth College y un programa cooperativo de máster en salud pública con la Universidad de Iowa.

### Reputación
El Grinnell College ha aparecido en todas las ediciones de las guías de Howard & Matthew Greene The Hidden Ivies.

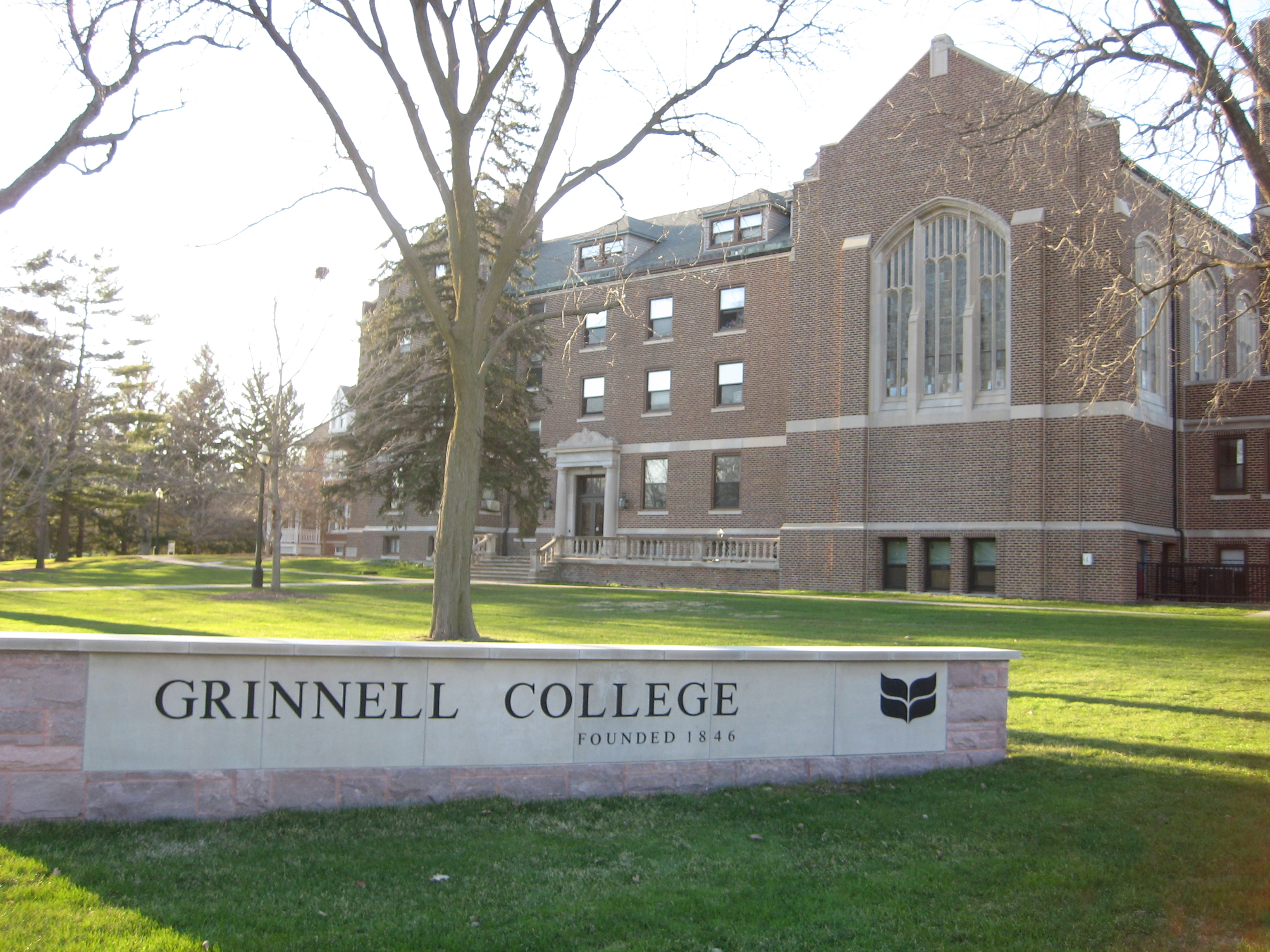
Residencia John H. T.

La clasificación anual 2024 de U.S. News & World Report la sitúa empatada en el puesto 11 de las mejores universidades de artes liberales de EE. UU., 6.ª en "Mejor enseñanza universitaria", 7.ª en "Mejor relación calidad-precio" y 10.ª en "Más innovadora". The Princeton Review sitúa a Grinnell en el 10.º puesto en "Mejor experiencia en el aula". Grinnell ocupa el 5.º puesto en la clasificación Washington Monthly 2021 de universidades de artes liberales, que se centra en resultados clave como la investigación, el valor en dólares de las becas científicas obtenidas, el número de graduados que obtienen un doctorado y determinados tipos de servicio público. La universidad ha figurado sistemáticamente entre las 25 mejores universidades de artes liberales del país desde el inicio de la publicación en 1983. Kiplinger's Personal Finance clasificó a Grinnell en el puesto 14 en su ranking 2019 de universidades de artes liberales de "mejor valor" en los Estados Unidos. En la clasificación de instituciones académicas de 2019 de la revista Forbes, "America's Top Colleges" (que utiliza un sistema de clasificación no tradicional basado en evaluaciones de RateMyProfessors.com, exalumnos notables, deuda estudiantil, porcentaje de estudiantes que se gradúan en cuatro años y el número de estudiantes o profesores que reciben premios prestigiosos), Grinnell College ocupó el puesto 80 entre todas las universidades, el 34 entre las universidades de artes liberales y el 10 en el Medio Oeste.

### Facultad
En otoño de 2020, Grinnell contaba con 173 profesores a tiempo completo, todos ellos doctores o licenciados en su especialidad.

### Admisión
En 2019, U.S. News & World Report clasificó la selectividad de Grinnell como "más selectiva". Para el otoño de 2022, Grinnell recibió 9,997 solicitudes de estudiantes de primer año; 1,076 fueron admitidos (10,76%). Durante la temporada de solicitudes 2020-2021, Grinnell ofreció una solicitud de prueba estandarizada opcional, debido al acceso limitado a las pruebas causado por la pandemia mundial de COVID-19.
La calificación de selectividad de admisión de Grinnell College, según The Princeton Review en 2018, es de 95 sobre 99. Esta calificación está determinada por varios factores informados institucionalmente, que incluyen: el rango de la clase, los puntajes promedio de las pruebas estandarizadas y el promedio de GPA de la escuela secundaria de los estudiantes de primer año que ingresan; el porcentaje de estudiantes que provienen de fuera del estado; y el porcentaje de solicitantes aceptados.

### Índices de graduación
El Grinnell College está orientado a que los estudiantes estén matriculados a tiempo completo en exactamente ocho semestres consecutivos en el colegio, aunque existen excepciones para cuestiones médicas y otras emergencias. Para evitar ser suspendido del colegio, los estudiantes deben hacer un "progreso normal hacia la graduación". Por lo general, esto significa que el estudiante debe aprobar al menos 12 créditos de clases en cada semestre individual, con notas C o superiores, y haber acumulado suficientes créditos para hacer posible la graduación al final de cuatro años, lo que requiere un promedio de 15,5 créditos cada semestre. Un estudiante que no progresa normalmente hacia la graduación es puesto en periodo de prueba académica y puede ser expulsado de la universidad.
En todo el país, sólo el 20% de los estudiantes universitarios completan una licenciatura de cuatro años en cuatro años, y sólo el 57% de los estudiantes universitarios se gradúan en seis años. Sin embargo, en Grinnell College, el 84% de los estudiantes se gradúan en cuatro años.Es la tasa de graduación más alta de todas las universidades de Iowa.

## Matrícula y ayuda financiera
El precio de etiqueta para la matrícula combinada de Grinnell, alojamiento, comida y honorarios para el año académico 2022-2023 es de $76,528. La matrícula y las tasas ascienden a $61.480 y el alojamiento y la manutención a $15.048.

### Ingresos según necesidad y ayudas económicas completas
Grinnell College es una de las pocas docenas de universidades de EE. UU. que mantienen las admisiones ciegas a las necesidades y satisface la totalidad de las necesidades financieras demostradas de todos los residentes de EE. UU. que son admitidos en la universidad. Grinnell ofrece una gran cantidad de ayuda basada en la necesidad y en el mérito en comparación con otras instituciones similares. Actualmente (2020-21), el 86% de los estudiantes reciben algún tipo de ayuda financiera. En 2018-2019, el 20% de los estudiantes matriculados en Grinnell College estaban recibiendo becas federales Pell, que generalmente están reservadas para estudiantes de familias de bajos ingresos. El paquete de ayuda financiera promedio es de más de $ 51,770. Grinnell garantiza una beca Grinnell Choice de $10,000 renovable por ocho semestres a todos los ciudadanos estadounidenses y residentes permanentes admitidos bajo el programa de Decisión Temprana.
A partir de los estudiantes de primer curso matriculados en el año escolar 2006-2007, Grinnell puso fin a su política de admisión de solicitantes internacionales sin tener en cuenta sus necesidades. En virtud de la antigua política, los estudiantes de países no pertenecientes a EE. UU. eran admitidos sin tener en cuenta su capacidad para costearse cuatro años de estudios en la universidad. Sin embargo, las ofertas de ayuda financiera a estos estudiantes se limitaban a la mitad del coste de la matrícula.Con frecuencia, los estudiantes internacionales soportaban cargas de trabajo muy elevadas para poder pagar las facturas, y su rendimiento académico a menudo se resentía.Con la nueva política "sensible a las necesidades" o "consciente de las necesidades", los estudiantes internacionales cuyas necesidades financieras demostradas puedan satisfacerse reciben una ligera ventaja de admisión sobre los solicitantes que no puedan hacerlo. La doble esperanza es que los estudiantes internacionales matriculados puedan dedicar más energía a sus tareas escolares y que, en última instancia, esto permita a la universidad conceder mayores becas de matrícula a los estudiantes internacionales.

### Prácticas remuneradas
Además de la ayuda económica, los estudiantes reciben financiación de la universidad para prácticas de verano no remuneradas o insuficientemente remuneradas y formación profesional (incluidas conferencias internacionales y atuendo profesional).

## Alumnado
En un estudio de 2014, en comparación con otras universidades estadounidenses con altas tasas de graduación en cuatro años, la diversidad económica de los estudiantes del Grinnell College era la segunda después del Vassar College, lo que indica que es accesible a estudiantes de familias con ingresos bajos y medios.
Grinnell es poco habitual en un centro selectivo situado en una ciudad pequeña por su capacidad para atraer a un número relativamente elevado de estudiantes internacionales y de estudiantes estadounidenses de color.Aproximadamente una cuarta parte de los estudiantes son personas de color. La mayoría de los estudiantes proceden de fuera del Medio Oeste de Estados Unidos, y menos del 10% son de Iowa.

## Deportes

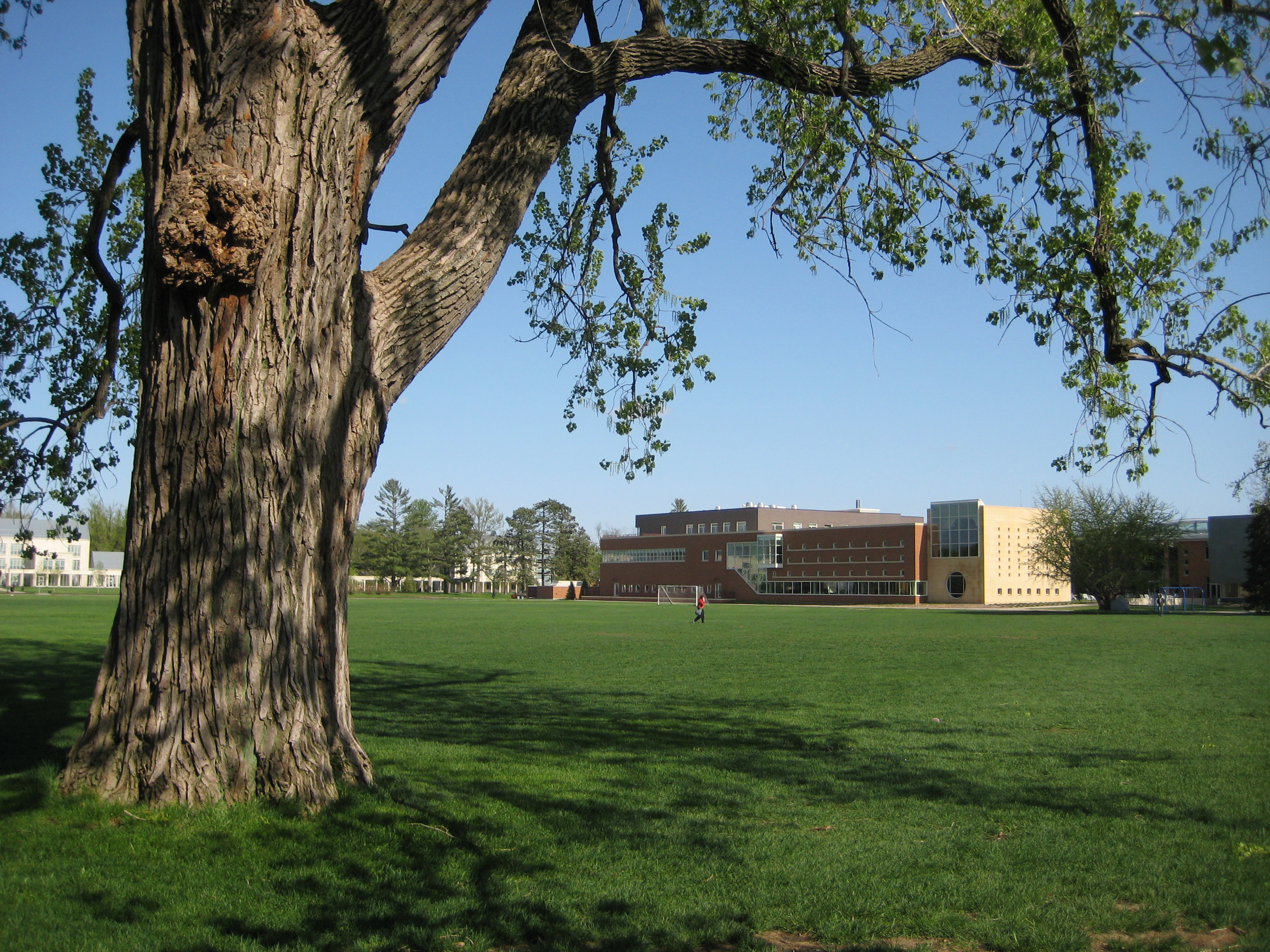
Campo MacEachron del Grinnell College

Los equipos deportivos universitarios de la escuela reciben el nombre de Pioneers. Participan en dieciocho deportes interuniversitarios de la División III de la NCAA y en la Conferencia del Medio Oeste. Además, Grinnell cuenta con varios equipos deportivos de club que compiten en deportes no universitarios como voleibol, vela, waterpolo, ultimate y rugby union.
Casi un tercio de los graduados recientes de Grinnell participaron en al menos uno de los deportes universitarios mientras asistían a la universidad y la universidad ha liderado la Conferencia del Medio Oeste en el número total de galardonados con el Academic All-Conference en los últimos cuatro años (a partir de 2021).
Los Pioneros de Grinnell ganaron el primer partido de fútbol intercolegial al oeste del Misisipi cuando vencieron a la Universidad de Iowa por 24-0 el 16 de noviembre de 1889.
El equipo masculino de waterpolo, conocido como los Wild Turkeys, quedó subcampeón en 2007 en los Campeonatos Nacionales Colegiales de Clubes de la División III de la Asociación Universitaria de Waterpolo (CWPA), organizados por la Universidad Lindenwood en St. Charles, Misuri. También se clasificaron para el torneo en 2008, 2009, 2011, 2013 y 2014. El equipo de Ultimate de los hombres, apodado los Grinnellephants, se clasificó en 2008 para su primera División III Campeonato Nacional en Versalles, Ohio. El equipo femenino de Ultimate, apodado The Sticky Tongue Frogs, empató en el tercer puesto en el Campeonato Nacional de la División III de 2010 en Appleton, Wisconsin.El éxito se repitió en 2011 cuando el equipo masculino quedó tercero en el Campeonato Nacional de la División III 2011 en Buffalo.
En febrero de 2005, el equipo masculino de baloncesto de los Pioneers de Grinnell se convirtió en la primera escuela de la División III que aparecía en un partido de baloncesto de la temporada regular de la cadena ESPN en 30 años, cuando se enfrentó a los Buccaneers de Beloit en ESPN2. Grinnell perdió 86-85. El equipo de baloncesto del Grinnell College atrajo a ESPN debido al estilo de juego del equipo, conocido en Grinnell simplemente como "El Sistema". El entrenador Dave Arseneault originó el Sistema Grinnell, que incorpora una presión continua en toda la cancha, un ataque de ritmo rápido, un énfasis en el rebote ofensivo, un aluvión de tiros de tres puntos y sustituciones de cinco jugadores a la vez cada 35 a 40 segundos. Esto permite un mayor tiempo medio de juego para más jugadores que los "titulares" y se ajusta a los objetivos de la División III de becarios-atletas. "El Sistema" ha sido criticado por no enseñar los principios de la defensa. Sin embargo, con "El Sistema", Grinnell ha ganado tres campeonatos de conferencia en los últimos diez años y se ha situado regularmente en la mitad superior de la conferencia. Los equipos del entrenador Arseneault han establecido numerosos récords de anotación de la NCAA y varias personas del equipo Grinnell han liderado la nación en anotación o asistencias.
El 19 de noviembre de 2011, el jugador de Grinnell Griffin Lentsch estableció un nuevo récord de anotación individual en la División III en un partido contra Principia College. El escolta de 1,93 m anotó 89 puntos, superando el antiguo récord de 77, también establecido por un jugador de los Pioneers -Jeff Clement- en 1998. Lentsch encestó 27 de sus 55 tiros, incluidos 15 triples, y Grinnell ganó el partido por 145 a 97. El 20 de noviembre de 2012, Jack Taylor, de Grinnell, batió el récord de anotación de Lentsch, así como los récords de anotación de la NCAA y colegiales, en una victoria por 179 a 104 sobre Faith Baptist Bible College. Taylor anotó 138 puntos en 108 tiros, junto con 3 rebotes, 6 pérdidas de balón y 3 robos. Taylor hizo 27 de 71 desde detrás del arco. Taylor anotó 109 puntos en un partido en noviembre de 2013 contra Crossroads College para convertirse en la primera jugadora en la historia de la NCAA en tener dos partidos de 100 puntos.
En 2019, el equipo de voleibol femenino de Grinnell avanzó al Torneo Nacional de la División III de la NCAA por primera vez en los 46 años de historia del programa, derrotando a St. Norbert College en un thriller de cinco sets durante el partido de campeonato del Torneo de la Conferencia del Medio Oeste en el gimnasio de Cornell College. También supuso el primer título de voleibol de Grinnell en el Torneo de la MWC.

## Actividades sociales y organizaciones
Los estudiantes de Grinnell se adhieren a un sistema de honor conocido como "autogobierno" en el que se espera que gobiernen sus propias elecciones y comportamiento con una mínima intervención directa de la administración de la universidad. Al cultivar una comunidad basada en la libertad de elección, el autogobierno pretende animar a los estudiantes a convertirse en miembros responsables y respetuosos del campus, la ciudad y la comunidad global.
Fundado en noviembre de 2000, el grupo dirigido por estudiantes Pioneer Capital Investments (PCI), antes conocido como Student Endowment Investing Group, invierte activamente más de 100.000 dólares del capital de dotación del Grinnell College en acciones públicas. La misión del grupo es proporcionar a los estudiantes interesados una valiosa experiencia para futuras carreras en finanzas. Dos organizaciones ecologistas del campus producen y venden cuadernos personalizados, utilizando papel sobrante de los trabajos de clase y cartón reutilizado de cajas que originalmente contenían cereales para el desayuno u otros productos.
Las organizaciones de servicio son muy populares. El programa Alternative Break ("AltBreak") lleva a los estudiantes a participar en iniciativas de servicio durante las vacaciones escolares y, en 2005, Grinnell tenía más exalumnos per cápita sirviendo en el Cuerpo de Paz que cualquier otra universidad del país. La universidad también lleva a cabo su propio programa de servicio tras la graduación, conocido como Grinnell Corps, en Grinnell, China, Namibia, Nueva Orleans y Tailandia, y anteriormente ha realizado programas en Grecia, Lesoto, Macao y Nepal.
Grinnell también tiene en el campus una biblioteca de préstamo de libros de texto gestionada íntegramente por estudiantes. Dirigida a los económicamente desfavorecidos, pero abierta a todos, permite a los estudiantes sacar libros para el semestre de forma gratuita, sufragando así el elevado coste de los libros de texto universitarios. Esta biblioteca en concreto carece de financiación y depende exclusivamente de libros donados. Desde su fundación en 2005, la colección ha crecido hasta contar con miles de libros, gracias a la generosidad de la comunidad universitaria. Esta biblioteca se ha ampliado para incluir togas y birretes, que se prestan a los estudiantes que se gradúan cada primavera.

### Sindicato de Trabajadores de Comedores Estudiantiles de Grinnell
En 2016, los estudiantes formaron el Sindicato de Trabajadores del Comedor Estudiantil de Grinnell, o UGSDW, para representar a los trabajadores estudiantiles del comedor de la universidad. Fue el primer sindicato de estudiantes universitarios en una universidad privada de Estados Unidos. Tras varios años de maniobras legales, el USGDW y la universidad acordaron que la universidad sería neutral en las elecciones y acataría los resultados.
En abril de 2022, los miembros del UGSDW votaron 327-6 a favor de ampliar el sindicato a todos los trabajadores estudiantiles remunerados por hora del campus, lo que convirtió a Grinnell en el primer y único cuerpo de trabajadores estudiantiles totalmente sindicado del país. En octubre de 2022, el sindicato y la universidad iniciaron el proceso de negociación colectiva.

## Alumnos destacados
Entre sus antiguos alumnos destacan:
- Emily Bergl, 1997, actriz y cantante
- Thomas Cech, 1970, co-ganador del Premio Nobel de Química 1989, presidente del Instituto Médico Howard Hughes
- Florin Cîțu, 1999, Primer Ministro de Rumanía (2020-2021)
- Mary Sue Coleman, 1965, presidenta de la Universidad de Iowa y de la Universidad de Míchigan
- Gary Cooper, 1922, actor, conocido por High Noon.
- Peter Coyote, 1964, actor, autor, director, guionista y narrador de películas, teatro, televisión y audiolibros. Es conocido por su trabajo en varias películas como E.T. el Extraterrestre (1982) y Erin Brockovich (2000)
- John Garang, 1969, fundador del Movimiento Popular de Liberación de Sudán y exvicepresidente de Sudán.
- Herbie Hancock, 1960, músico y compositor de jazz
- Paul McCulley, 1979, economista estadounidense y ex director gerente de PIMCO.[71]
- Kumail Nanjiani, 2001, cómico, actor, guionista y podcaster, más conocido por su papel de Dinesh en la serie cómica de HBO Silicon Valley, y por coescribir y protagonizar la comedia romántica The Big Sick
- Robert Noyce, 1949, cofundador de Intel, coinventor del circuito integrado y galardonado con la Medalla Nacional de la Ciencia.
- Clair Cameron Patterson, 1943, geoquímico estadounidense
- Chase Strangio, 2004, abogado y activista por los derechos de los transexuales
- Henry Travillion Wingate, 1969, Juez federal de los Estados Unidos